# 10 giorni con i suoi
10 giorni con i suoi è un film del 2025 scritto e diretto da Alessandro Genovesi.
La pellicola è il sequel del film 10 giorni con Babbo Natale (2020) e terzo film della saga iniziata nel 2019 con 10 giorni senza mamma.
Tornano nel cast i membri del cast del primo e secondo film, con l'aggiunta di Dino Abbrescia e Giulia Bevilacqua.

## Trama
Quando la figlia Camilla decide di trasferirsi con il fidanzato Antonio in Puglia per frequentare l'università, Carlo e Giulia Rovelli e gli altri due figli Bianca e Tito la raggiungeranno alla masseria dei genitori di Antonio, i Paradiso. Carlo non perderà occasione per rendersi un ospite poco gradito.

## Promozione
Il primo teaser trailer del film è stato diffuso il 20 dicembre 2024.

## Distribuzione
Il film è stato distribuito nelle sale cinematografiche italiane dal 23 gennaio 2025.

## Accoglienza

### Incassi
Il film ha incassato 4605527 €.

### Critica
Il film è stato accolto con recensioni miste da parte della critica cinematografica, che non ne ha apprezzato lo sviluppo della narrazione rispetto ai due precedenti capitoli.
Davide Di Francesco di Ciak la definisce una commedia «piacevole e leggera», con una trama «piuttosto semplice», apprezzando la recitazione in sincronia di De Luigi e Lodovini.
In una recensione meno favorevole, Giulia Lucchini del Cinematografo riporta che il film sia «mancante di quella vis comica che aveva accompagnato i primi due», trovando che in molte occasioni risulti «piuttosto imbarazzante, andando a discapito di tematiche ben più innovative».